# Hypotrachyna pluriformis
Hypotrachyna pluriformis är en lavart som först beskrevs av William Nylander och fick sitt nu gällande namn av Mason Ellsworth Hale. 
Hypotrachyna pluriformis ingår i släktet Hypotrachyna och familjen Parmeliaceae. Inga underarter finns listade i Catalogue of Life.